# Ningjiang
Ningjiang är ett stadsdistrikt och säte för stadsfullmäktige i Songyuan i Jilin-provinsen i nordöstra Kina.